# Flabellophora inconspicua
Flabellophora inconspicua är en svampart som beskrevs av Corner 1987. Flabellophora inconspicua ingår i släktet Flabellophora och familjen Polyporaceae.   Inga underarter finns listade i Catalogue of Life.